# جوني هيرستون
جوني هيرستون (بالإنجليزية: Johnny Hairston)‏ هو لاعب كرة قاعدة أمريكي، ولد في 27 أغسطس 1944 في برمنغهام في الولايات المتحدة.

## وصلات خارجية
- جوني هيرستون على موقعبيزبول رفرنس.كوم (الدوري الرئيسي) (الإنجليزية)
- جوني هيرستون على موقعبيزبول رفرنس.كوم (الدوري الثانوي) (الإنجليزية)